# ABINIT
ABINIT est un logiciel sous licence libre publié en open source utilisé pour la recherche en science des matériaux. Il est distribué sous la licence publique générale GNU. Il a été développé de façon collaborative par des chercheurs partout dans le monde à partir de 2002,,. ABINIT implémente numériquement la théorie de la fonctionnelle de la densité (DFT), à l'aide d'une base d'ondes planes et de pseudo-potentiels, pour calculer la densité électronique et les propriétés connexes de  plusieurs types de matériaux tels les molécules, les surfaces et les solides.
Une version graphique facile d'utilisation, permettant l'accès à une quantité limitée des fonctionnalités d'ABINIT, est disponible gratuitement sur nanoHUB.

## Vue d'ensemble
ABINIT implémente la DFT en résolvant les équations de Kohn-Sham qui décrivent le comportement des électrons dans un matériau. Cette résolution est faite dans une base d'ondes planes et le code utilise la méthode du gradient conjugué auto-cohérent pour déterminer le point d'énergie minimum. Une bonne efficacité calculatoire est obtenue par l'utilisation de transformées de Fourier rapides et de pseudo-potentiels pour décrire les électrons de cœur. Comme alternative aux pseudo-potentiels standards, la méthode du projector augmented-wave (PAW) peut être utilisée. En plus de l'énergie totale, les forces ainsi que les tenseurs de contraintes sont aussi calculés. Cela permet d'effectuer des optimisations de structure et de la dynamique moléculaire ab initio. Les matériaux que ABINIT peut traiter incluent les isolants, les métaux et les matériaux possédant un ordonnement magnétique comme les isolants de Mott-Hubard.

## Propriétés connexes
En plus de déterminer l'état électronique fondamental des matériaux, ABINIT peut utiliser la DFT pour calculer des fonctions de réponse incluant:
- Phonons
- Réponse diélectrique
- Charge efficace de Born et tenseur de force d'oscillation infrarouge
- Réponse à la pression et propriétés élastiques
- Réponses non-linéaires, incluant les réponses piézoélectriques, les sections efficaces de Raman et la réponse électro-optique.

ABINIT peut aussi calculer les propriétés des états excités par :
- La théorie de la fonctionnelle de la densité dépendante du temps
- La théorie des perturbations à N-corps, en utilisant l'approximation GW et l'équation de Bethe-Salpeter.